# Compagnie générale électrique (Nancy)
Power Conversion - Rotating Machines est une entreprise française appartenant au groupe industriel multinational General Electric. Basée en Meurthe-et-Moselle à Champigneulles (près de Nancy), elle est spécialisée dans la fabrication de machines électriques tournantes de forte puissance.

## Effectifs
Power Conversion - Rotating Machines emploie 513 personnes en 2008.

## Panel de production
Power Conversion - Rotating Machines est capable de produire :
- des machines synchrones et asynchrones ; bobinées, à cage d'écureuil, ou à aimants permanents ;
- de puissances allant de 400 kW jusqu'à 100 MW (tandem compact) ;
- des moteurs basse tension et haute tension ;
- des moteurs lents (> 100 tr/min) et des moteurs à grande vitesse (< 30 000 tr/min ) ; c'est-à-dire de 2 pôles à 14 pôles et plus ;
- des Pods[2] (propulseurs de navire en nacelle, extérieurs à la coque), dans le cadre d'un consortium avec Rolls-Royce.

Les secteurs industriels couverts sont notamment la pétrochimie (entrainement de compresseurs, pompes, turbines), la métallurgie (entrainement de laminoirs), la marine (propulsions), la production d'énergie (éoliennes).

## Historique

### Origines

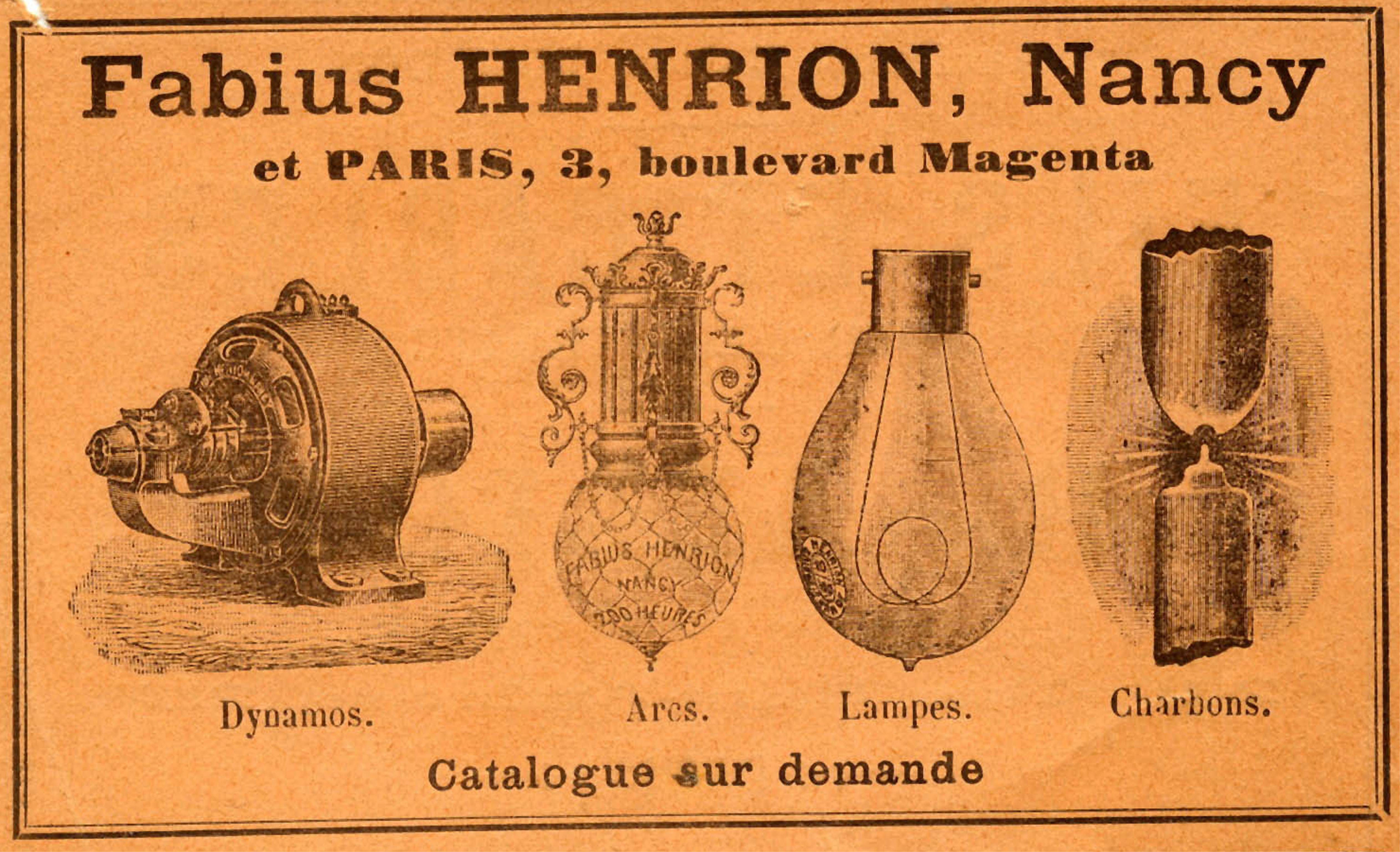
Publicité de l'entreprise Fabius Henrion, Nancy (1899)

L'Alsace-Moselle annexée par la Prusse en 1871, provoque la migration d'industriels alsaciens. Ceux-ci désirent continuer à s'adresser au marché français, car ils sont inquiets de devoir faire face à une nouvelle clientèle et à de nouveaux concurrents, allemands. Nombreux sont ceux qui s'installent en Lorraine et à Nancy, et leurs sites de production impliquent de nouveaux besoins industriels.
Nancy est parmi les villes pionnières de l'électricité : en 1887, l'architecte Félicien César et l'ingénieur Fabius Henrion façonnent la société de distribution d'éclairage locale : la « Fabius Henrion et Cie », avec un capital de 100 000 francs. Ce capital trop faible se conjugue à des problèmes techniques (coexistence de réseaux continu et alternatif, coupures) et structurels (implantation exigüe en centre ville) pour forcer à la liquidation de cette société.
La CGE, Compagnie Générale d'Électricité, fondée à Paris par le centralien Pierre Azaria en mai 1898, remporte l'adjudication publique. La CGE de Paris (devenue Alcatel) ne doit pas être confondue avec la CGE de Nancy (objet de cet article). Ce sont Pierre Azaria et Paul Bizet qui sont à l'origine de l'implantation d'une nouvelle société sur le site de la rue Oberlin.

### Compagnie Générale Électrique (1898)

#### Constitution
La Compagnie Générale Électrique naît le 4 juin 1898. Elle se fixe pour objectif la manufacture de moteurs électriques et d'appareillages électriques pour l'industrie.
2000 actions de 1 000 francs chacune composent un capital de 2 millions de francs, constitué par le biais d'une souscription ouverte en 1898.
Alphonse Francin, filateur nancéien, préside la CGE, tandis que le principal actionnaire et administrateur délégué de la CGE est le Suisse Charles Vicarino : il détient 92,5 % des titres. Installé à Nancy où il officie dans le milieu industriel, il a notamment inventé un (en) système d'éclairage de véhicules dont l'alimentation est en prise directe sur les roues.
Les autres actionnaires sont :
- Frédéric Dyckhoff, diéséliste à Bar-le-Duc (voir Rudolf Diesel),
- Léopold Betting, (fr) brasseur à Maxéville,
- Adolphe Frühinsholz, (fr) fabricant de tonneaux alsacien installé à Nancy,
- Félicien César, ingénieur civil, (fr) architecte d'origine belge arrivé à Nancy en 1875,
- Emile André, Charles Schuler, Henri Gutton (à ne pas confondre avec Henry Gutton), architectes de l’École de Nancy,
- Auguste Bichaton et Jean-Baptiste France-Lanord, (fr) entrepreneurs de travaux publics.

#### Édification
Les bâtiments sont édifiés par les actionnaires, qui seront également les bénéficiaires de l'électricité produite. L'architecte Henri Gutton définit les bâtiments, et la société France-Lanord et Bichaton les construit. Dès le début 1899, les premiers bâtiments sont achevés, posés parmi une parcelle de 47 000 m2, qui est bornée par la rue Oberlin et le canal de la Marne au Rhin (achevé en 1853) d'une part, et la voie ferrée (axe Paris-Strasbourg) d'autre part. Ces bâtiments sont: 
- le bâtiment administratif,
- l'atelier de montage, dont le volume principal est équipé d’un pont roulant d'une capacité de cinq tonnes,
- le magasin,
- la chaufferie,
- la salle des machines, séparée du hall de montage puisque ce dernier est électrifié, il n'y a donc pas d'arbre de transmission mécanique.

En 1906, un second atelier de fabrication est édifié, puis des extensions supplémentaires sont ajoutées en 1911, 1918-1919, 1920, 1929-1930.
En 1900, la CGE acquiert également l'ancien moulin de Frouard pour y produire des accumulateurs French-Willard utilisés par le tramway de Nancy.

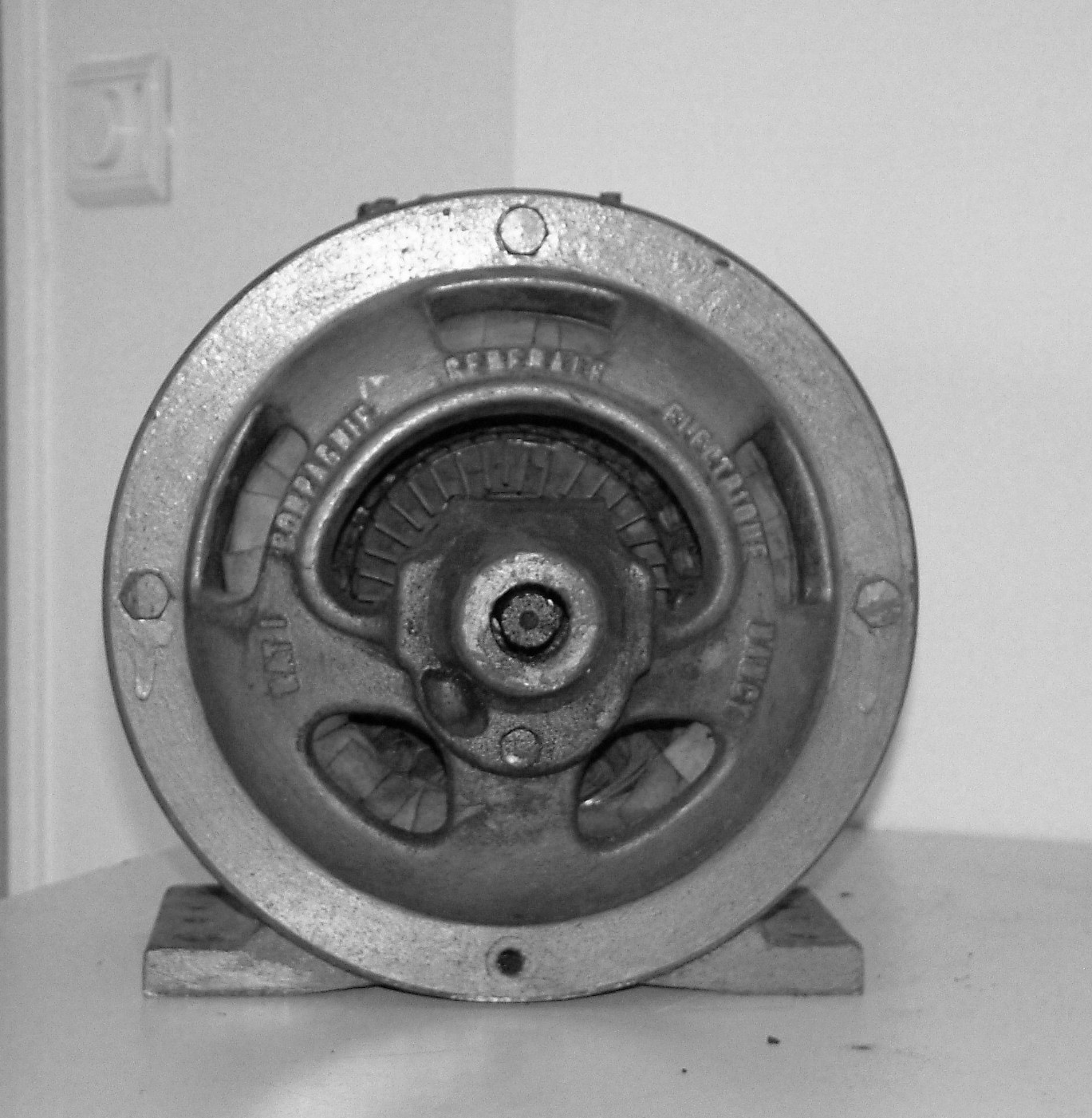
Moteur à cage du premier modèle (1899)

#### Production

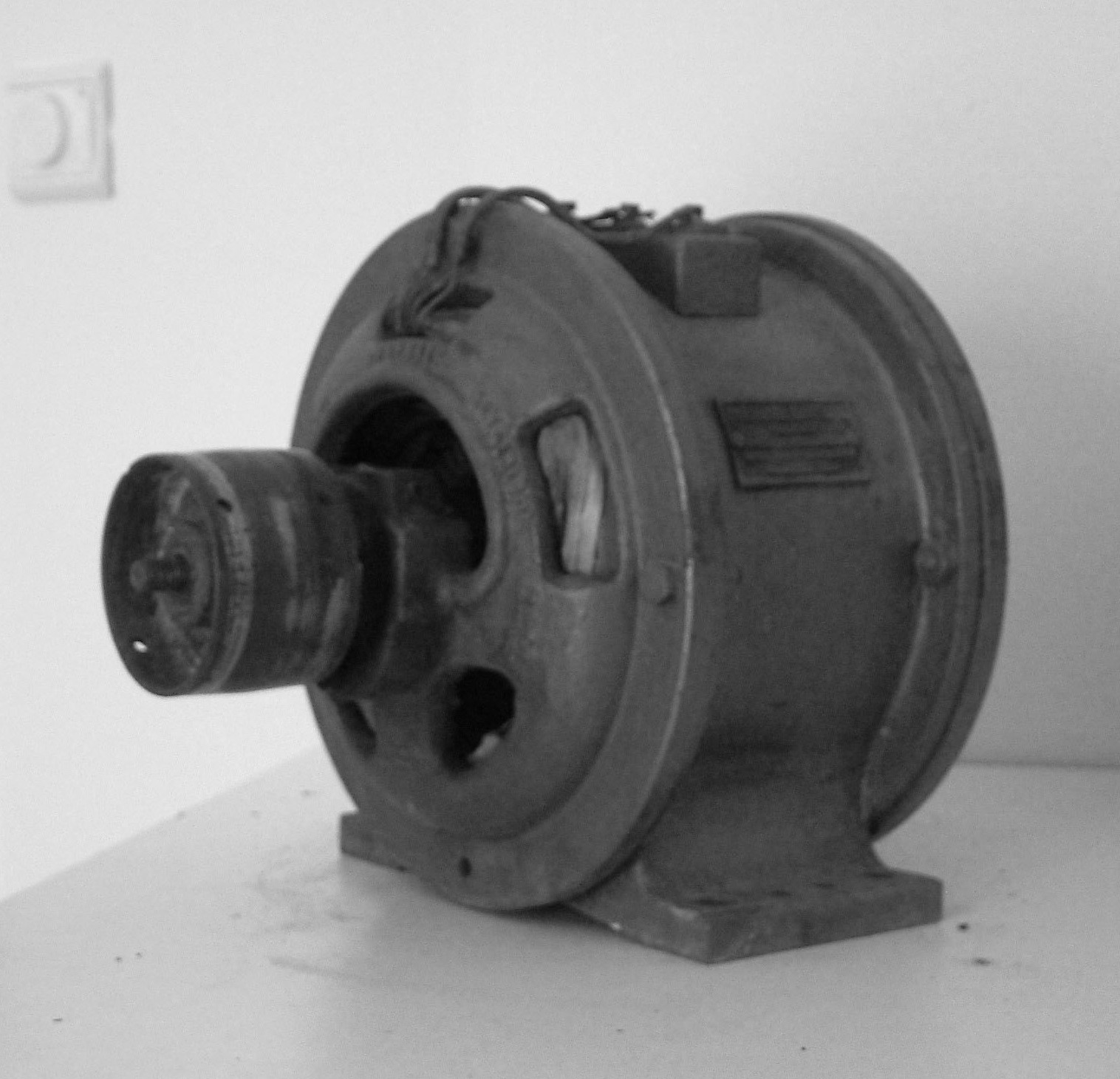
Moteur à cage.

La production de moteurs électriques dans cette nouvelle usine débute en mai 1899.
En 1900, la CGE équipe la centrale luxembourgeoise d'Esch-sur-Alzette, et la centrale de Nancy (400 kW).
En 1902, les moteurs de la CGE animent le tramway de Gérardmer-la-Schlucht (Vosges).
En 1904, un alternateur triphasé de 1600 kW sort des ateliers.
En 1905, la Compagnie des forges de Châtillon-Commentry et Neuves-Maisons lui passe commande d'équipements destinés à la métallurgie (aciéries, laminoirs).
En 1906, les moteurs de la CGE équipent le sous-marin Pluviôse,
Au sortir de la Première Guerre mondiale, la CGE équipe de nombreuses entreprises textiles vosgiennes.
En 1921, la CGE est la première à proposer des moteurs asynchrones synchronisés. 
Pendant cette décennie, la CGE croit régulièrement, par sa production, le nombre de bâtiments, et le nombre de ses employés (près de 1000 en 1930).
En 1939, la CGE équipe la centrale hydroélectrique de la Serre à Saint-Claude (Jura).
Mais la crise économique puis la Seconde Guerre mondiale étouffent la société. Au sortir de la guerre, la CGE est exsangue.

### Nouvelle Compagnie Générale d’Électricité de Nancy (1957)
La CGE dépose son bilan en 1956. Elle est rachetée en 1957 par la société genevoise Société anonyme des ateliers de Sécheron, société Suisse dont le capital a longtemps été détenu par la société Brown, Boveri & Cie (BBC), aujourd'hui devenue ABB. La NCGEN a par conséquent bénéficié des technologies BBC.

### CEM Nancy (1967)
Durant les années soixante, la Nouvelle Compagnie générale d’Électricité de Nancy ne parvient pas à maintenir un niveau d'activité suffisant. En 1967, la compagnie est rachetée par la Compagnie Électro-Mécanique (CEM) et est désignée par « Compagnie Électro-Mécanique, Établissement de Nancy ». 
La CEM est la filiale française de la société Suisse Brown, Boveri & Cie : les machines CEM sont donc aussi estampillées « BBC ».

### ALSTHOM Moteurs (1983)
En 1983, elle est rachetée par ALSTHOM (ALSTHOM possède encore son "h") et devient ALSTHOM Moteurs.

### Cegelec Moteurs (1989)

#### GEC Alsthom
Le 22 mars 1989, la Compagnie Générale d'Électricité et GEC se partagent GEC-ALSTHOM : la fusion d'Alsthom et des activités Power System Group de GEC est effective le 29 juin 1989.

#### Cegelec
En juillet 1989, Cegelec est créée comme étant une filiale de GEC-ALSTHOM. ALSTHOM Moteurs prend le nom de Cegelec Moteurs.

### ALSTOM Moteurs (1998)
Le 26 mai 1998, Cegelec est racheté par ALSTOM à ALCATEL, pour 1,2 milliard d'euros. Cegelec Moteurs reprend son nom d'ALSTOM Moteurs.

### ALSTOM Moteurs, site de Champigneulles (2001-2002)
Historiquement installée en milieu urbain (Nancy est : 50, rue Oberlin), l'usine est enclavée et souffre notamment d'un accès difficile. Elle déménage dans une nouvelle usine située à Champigneulles, au bord du canal lié à la Moselle et à proximité d'autoroutes et de voies ferrées.
Ce nouveau site représente une surface consacrée à la fabrication de 21 000 m2 à laquelle s'ajoute une surface de bureaux de 4 000 m2. L'emballage et la peinture des moteurs est externalisé à la Sogei (Société de gestion et d'emballage industriel), installée à proximité immédiate de l'usine.
Quant au site Alstom de la rue Oberlin, qui couvre une surface de 34 248 m2 et est constitué de treize bâtiments d'une surface développée de 31 100 m2, il représente une friche considérable. Il est acquis par la Communauté urbaine du Grand Nancy en 2003, et devient siège de manifestations culturelles ponctuelles.

### Converteam Motors (2005)
L'usine de Champigneulles suit le destin d'Alstom Power Conversion, cédée par Alstom au fonds d'investissement Barclays Private Equity France à la suite d'un MLBO, effectif le 10 novembre 2005. Elle prend le nom de Converteam Motors.

### Power Conversion - Rotating Machines (2011)
En septembre 2011, General Electric finalise le rachat de Converteam auprès des dirigeants et des fonds d'investissement. Converteam est alors renommée Power Conversion.

## Remarques
La société objet de cet article ne doit pas être confondue avec la CEN "Constructions Électriques de Nancy" , concurrente fondée en 1908 par la famille Maeder.